# Đông Lợi
Đông Lợi là một xã thuộc huyện Sơn Dương, tỉnh Tuyên Quang, Việt Nam.
Xã Đông Lợi có diện tích 24,81 km², dân số năm 1999 là 4.335 người, mật độ dân số đạt 175 người/km².